# 克尔德拉瓦莱
克尔德拉瓦莱（法語：Cœur-de-la-Vallée，法語發音：[kœʁ də la vale]）是法国马恩省的一个市镇，属于埃佩尔奈区。该市镇于2023年1月1日由原市镇班松和奥尔基尼、勒伊和维莱苏沙蒂永合并而成，行政中心位于勒伊。

## 地名
“克尔德拉瓦莱”（Cœur-de-la-Vallée）一名在法语中意为“河谷的中心”。

## 地理
克尔德拉瓦莱（49°4'56"N, 3°47'58"E）面积13.59 平方千米，位于法国大東部大區马恩省，该省份为法国东北部内陆省份，北起阿登省，西北接埃纳省，西南接塞纳-马恩省，南至奥布省，东南接上马恩省，东临默兹省。
与克尔德拉瓦莱接壤的市镇（或旧市镇、城区）包括：巴略苏沙蒂永、屈什里、贝尔瓦勒苏沙蒂永、旺特伊、布尔索、厄伊、马恩河畔沙蒂永。
克尔德拉瓦莱的时区为UTC+01:00、UTC+02:00（夏令时）。

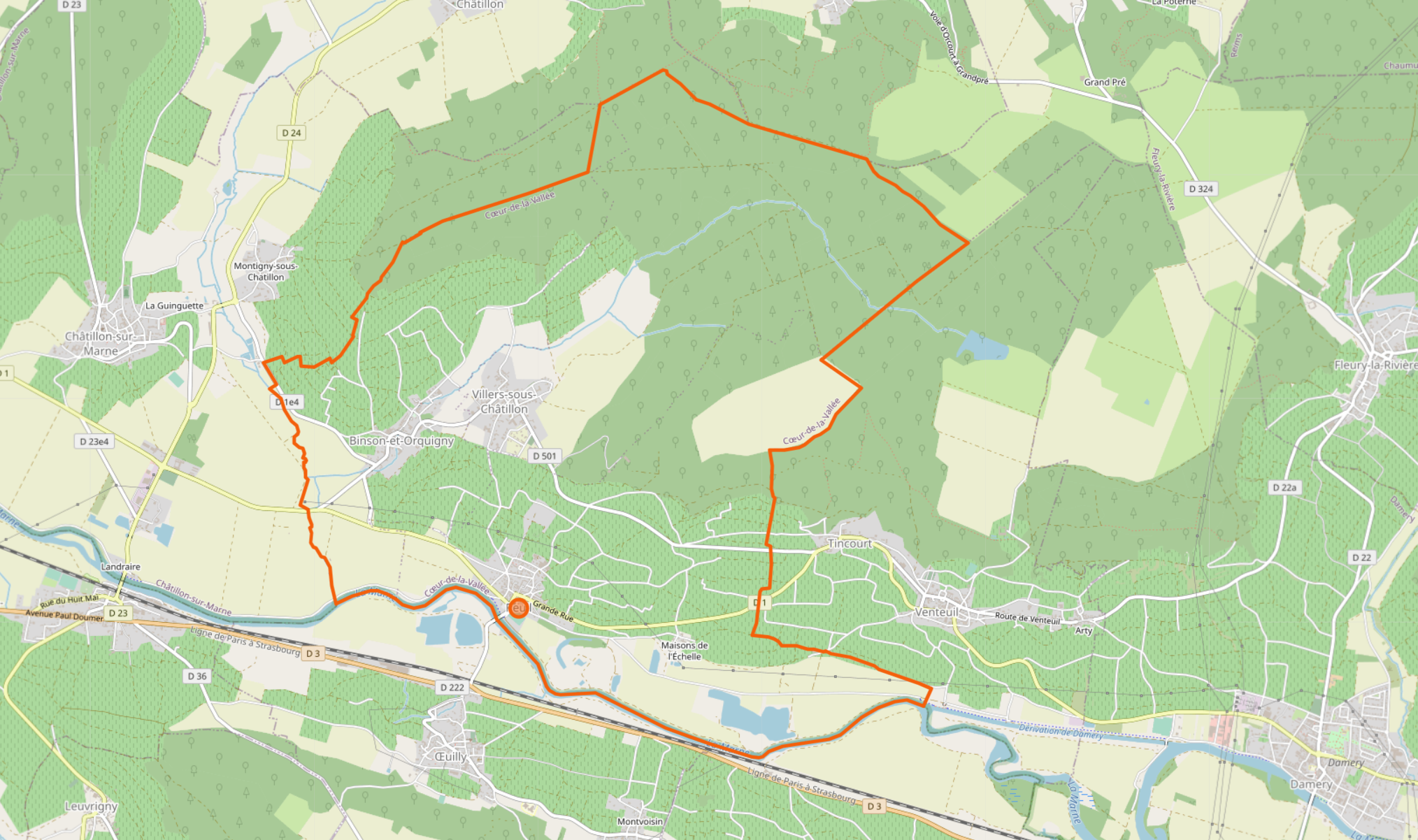
克尔德拉瓦莱的OSM定位图

## 行政
克尔德拉瓦莱的邮政编码为51480、51700，INSEE市镇编码为51457。

## 政治
克尔德拉瓦莱所属的省级选区为多尔芒-香槟景县。

## 人口
克尔德拉瓦莱于2022年1月1日时的人口数量为645人。